# Chiesa di San Giovanni Evangelista (Lurago d'Erba)
La chiesa prepositurale di San Giovanni Evangelista è la parrocchiale di Lurago d'Erba, in provincia di Como ed arcidiocesi di Milano; fa parte del decanato di Erba.

## Storia
La prima citazione di una cappella risale alla fine del XIII secolo ed è contenuta nel Liber Notitiae Sanctorum Mediolani di Goffredo da Bussero, in cui si legge che era filiale della pieve di Incino; una siffatta situazione si riscontra pure nella Notitia cleri del 1398 e nella relazione della visita del 1454 del frate agostiniano Gabriele Sforza.
La parrocchia di Lurago venne eretta nel 1529; nel 1565 ricevette la visita del vicario foraneo Cristoforo Carpani (o Carpano) e l'anno seguente di due sacerdoti legati dell'arcivescovo Carlo Borromeo.
Nel 1569, la chiesa di Santo Stefano era si presentava come un edificio lungo circa 22 m e largo circa 15 m, dotato di facciata dotata di un portone principale sormontato da una finestra circolare. Un'entrata secondaria si trovava lungo il lato destro, mentre sul lato sinistro si innestava una cappella contenente un altare secondario, dedicato a San Sebastiano. In precedenza, tale cappella aveva ospitato anche un secondo altare, intitolato a San Gottardo, costruito a seguito di un lascito testamentario di un tal Giussani e demolito per ordine del visitatore apostolico del 1565.
Il 20 ottobre 1569, la giurisdizione della parrocchia facente capo alla chiesa di Santo Stefano venne ufficialmente estesa anche a quella di San Giorgio in Calpuno, concretizzando un desiderio di unione già espresso cinque anni prima dagli abitanti di Colciago, di Calpuno e della Careggia.
Nel 1574 l'arcivescovo Carlo Borromeo rilevò che la chiesa, pur essendo di piccole dimensioni, non era priva di ornamenti, che vi erano due altari e che la sagrestia, accessibile dalla cappella dell'altare maggiore, era stata ultimata non da molto tempo. Nello stesso anno, la facciata risultava possedere anche tre piccole finestre, disposte una sopra a quella circolare e le altre ai lati del portone. La cappella dell'altare maggiore, così come quella di San Sebastiano, risultavano essere riccamente decorate da numerosi dipinti. 
A causa dell'insufficienza di questo luogo di culto a soddisfare le esigenze dei fedeli, nel 1589 fu ordinato dall'autorità ecclesiastica di riedificarlo, ma nel 1596 i lavori non erano ancora partiti: l'avviamento avvenne tra il 1602 e il 1603, e nel 1615 l'arcivescovo Federico Borromeo trovò che la chiesa era stata ricostruita ed esortò ad erigere anche un nuovo campanile da terminare a cuspide.
Nel primo trentennio del XVIII secolo, la facciata della chiesa di San Giovanni, costruita su una tribuna, si presentava con tre archi a tutto sesto, scanditi da quattro lesene in serizzo decorate da capitelli e piedistalli. La facciata era sormontata da un frontone tripartito.  L'apparenza della facciata suggeriva la struttura dell'interno della chiesa, a tre navate intervallate da archi e coperte da volte a crociera.  Oltre a una piccola cappella battesimale, la chiesa ospitava due cappelle laterali tra loro affacciate, poste in testa alle rispettive navate. Di queste due cappelle, una era dedicata alla Madonna del Rosario, raffigurata in un'ancona circondata da dipinti di vari santi; l'altra, intitolata ai Santi Pietro e Paolo, ospitava alcune sepolture della famiglia Giussani, con relativo altare. 
Dalla relazione della visita pastorale del 1752 dell'arcivescovo Giuseppe Pozzobonelli si apprende che i fedeli ammontavano a 1437 e che la parrocchiale aveva come filiali gli oratori della Beata Vergine Maria Lauretana, di Sant'Antonio da Padova, dei Santi Rocco e Sebastiano, di Santo Stefano Protomartire, di Sant'Antonio Abate in località Calpuno e di San Carlo; in quell'occasione il presule consigliò di ampliare la chiesa, opera che venne effettivamente svolta tra il 1790 e il 1794. Tra le varie iniziative per finanziare l'ampliamento, la parrocchia di Lurago dovette vendere l'oratorio detto di San Rocco.
Nel 1814 la parrocchiale divenne sede del neo-costituito vicariato foraneo di Lurago d'Erba; nel 1829 il campanile fu dotato del nuovo concerto di campane e nel 1853 si procedette alla realizzazione del nuovo organo ad opera della ditta varesina Bernasconi.
Nel 1901 l'arcivescovo Andrea Carlo Ferrari, durante la sua visita, trovò che dalla parrocchiale dipendevano la chiesa sussidiaria di San Carlo a Lambrugo e gli oratori di Santa Maria di Loreto, di Santo Stefano alla Careggia, dell'Assunta e di Sant'Antonio da Padova in Calpuno; egli inoltre esortò a ricostruire il luogo di culto, ordine poi ripetuto nel 1907. Il progetto del nuovo edificio venne affidato ad Enrico Locatelli e il 9 aprile 1912 si tenne la cerimonia di posa della prima pietra;  la consacrazione fu poi impartita il 13 agosto 1913.
In ossequio alle norme postconciliari, nel 1970 la chiesa venne dotata della mensa eucaristica rivolta verso l'assemblea; nel 1969, in seguito alla soppressione del vicariato luraghese, la parrocchia confluì nel vicariato di Incino e tra il 1971 e il 1972, con la riorganizzazione territoriale dell'arcidiocesi voluta dal cardinale Giovanni Colombo, entrò a far parte del decanato di Erba.

## Descrizione

### Esterno
La facciata a salienti della chiesa, rivolta a nord-ovest, è suddivisa da una cornice marcapiano modanata in due registri; quello inferiore, scandito lesene e controlesene composite, presenta nel mezzo l'ampio portale maggiore, affiancato da due nicchie con le statue di San Domenico e San Francesco, mentre quello superiore, scandito da quattro lesene d'ordine corinzio, è caratterizzato da un finestrone centrale murato e da due simulacri ed è coronato dal timpano triangolare.
Annesso all'edificio è il campanile a base quadrata, inaugurato il 9 aprile 1928, che si erge su un alto basamento a scarpa; la cella presenta su ogni lato una monofora a tutto sesto, affiancata da lesene, ed è coronata dalla guglia aperta. La torre venne elevata come monumento ai caduti della prima guerra mondiale.

### Interno
L'interno dell'edificio, la cui pianta è a croce latina con cappelle laterali, si compone di tre navate, coperte da soffitti piani cassettonati e separate da pilastri e da possenti colonne, sorreggenti la trabeazione aggettante e modanata sopra la quale si erge un registro caratterizzato da finestre; al termine dell'aula si sviluppa il presbiterio, sopraelevato di tre gradini, ospitante l'altare maggiore e chiuso dall'abside di forma semicircolare.
Qui sono conservate diverse opere di pregio, tra le quali i quattro affreschi raffiguranti rispettivamente l'Adorazione del Crocifisso, con i Santi Maria, Giovanni e Maria Maddalena e l'Annunciazione, la Guarigione dello storpio e la Conversione di San Paolo, eseguiti da Mario Amedeo Cornali, e la statua avente come soggetto San Rocco con il cane.